# Guillaume de Mecklembourg-Werle-Güstrow
Guillaume de Mecklembourg-Werle-Güstrow, (en allemand: Wilhelm von Mecklenburg-Werle-Güstrow), né vers 1393/1394, mort le 8 septembre 1436. Il est prince de Wenden de 1418 à 1436, prince de Werle-Güstrow de 1421 à 1436, prince de Werle-Waren de 1426 à 1436.

## Famille
Fils de Laurent de Mecklembourg-Werle-Güstrow et de Mechtilde de Meckelmbourg-Werle-Goldberg.

### Mariages et descendance
En 1422, Guillaume de Mecklembourg-Werle-Güstrow épouse Anne d'Anhalt-Köthen († avant le 13 juin 1426) fille d'Albert IV d'Anhalt-Köthen et de son épouse Elisabeth de Mansfeld. Veuf, il épouse le 13 novembre 1426/1427 Sophie de Poméranie (†1453), fille du duc Warcisław VIII de Poméranie et de son épouse Agnès de Saxe-Lauenbourg. Une enfant est née de cette union :
- Catherine de Meckelmbourg-Werle-Güstrow (†1475), en 1454, elle épousa Ulrich II de Mecklembourg-Stargard (1428-1471).

## Biographie
À la mort de son père en 1393, son frère aîné Balthazar de Mecklembourg-Werle-Güstrow assure seul la régence pour la principauté de Werle-Güstrow. En 1418, Guillaume de Mecklembourg-Werle-Güstrow devient également corégent de la principauté de Werle-Güstrow. Après le décès de Balthazar de Mecklembourg-Werle-Güstrow le 5 avril 1421, Guillaume règne seul. En 1425 le prince Christophe de Mecklembourg-Werle-Waren décède, Guillaume hérite de la principauté de Werle-Waren. Quelques années plus tôt, son père avait hérité de la principauté de Werle-Goldberg. Sous le règne de Guillaume de Mecklembourg-Werle-Güstrow sont réunies une dernière fois les différentes principautés de Werle.
Guillaume de Mecklembourg-Werle-Güstrow décède sans héritier masculin, la lignée de Mecklembourg-Werle s'éteint en 1436. Les principautés de Werle-Güstrow sont réparties entre les différents héritiers de la Maison de Mecklembourg. En 1436, Henri IV de Mecklembourg hérite de la principauté de Werle-Wenden.

## Généalogie
Guillaume de Mecklembourg-Werle-Güstrow appartient à la seconde branche (Mecklembourg-Werle) issue de la première branche de la Maison de Mecklembourg.